# Ralf Sander

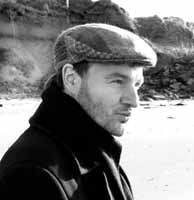
Ralf Sander

Ralf Sander (* 1963 in Berlin) ist ein deutscher Bildhauer und Installationskünstler. Mit seinen Installationen setzt er sich mit Architektur, Transformation und Kommunikation auseinander. Sein vielschichtiges Werk wird seit Mitte der 1990er Jahre in weltweiten Ausstellungen präsentiert.

## Leben

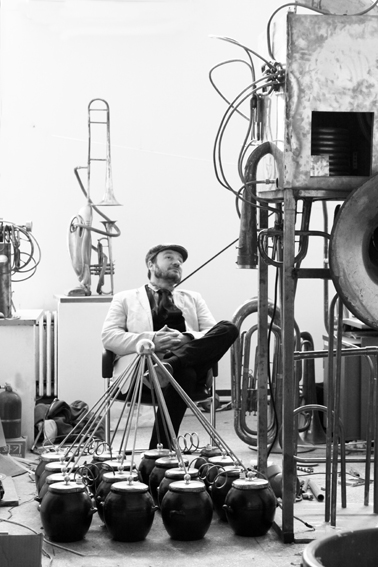
Saving Maschine

Ralf Sander ist der Sohn einer Psychoanalytikerin und eines Ingenieurs der Fahrzeugindustrie. Nach dem Abitur und dem Tod seines Stiefvaters, Klaus Komoll, der ihm ein kleines Segelschiff hinterließ, umrundete er von 1988 bis 1990 die Welt, bevor er sich der Kunst zuwandte. Der Kontakt mit der Kunst der Pazifik-Inseln und Papua-Neuguineas beeinflusste seine künstlerische Entwicklung. 1992 schloss er sein Studium als Meisterschüler an der Universität der Künste Berlin ab. Ein Stipendium des DAAD ermöglichte es Sander, nach China und Japan zu reisen, um asiatische Kunst und Philosophie zu studieren.1992 Mitbegründung der Ateliergemeinschaft Töpchin gemeinsam mit Azade Köker, Harald Müller, Yoshimi Hashimoto, Andreas Theurer und anderen bildenden Künstlern. 2004 wurde Ralf Sander Gastprofessor an der Akademie der Bildenden Künste in Warschau.
Die jährliche Ausstellung aquamediale wurde im Jahr 2005 von ihm und Sieghard Auer initiiert und kuratiert. Ralf Sander lehrte außerdem als Professor für Bildhauerei an der Seoul National University und als Reader (assoziierter Professor) an der University of Ulster in Belfast, Nordirland.

## Arbeiten (Auswahl)

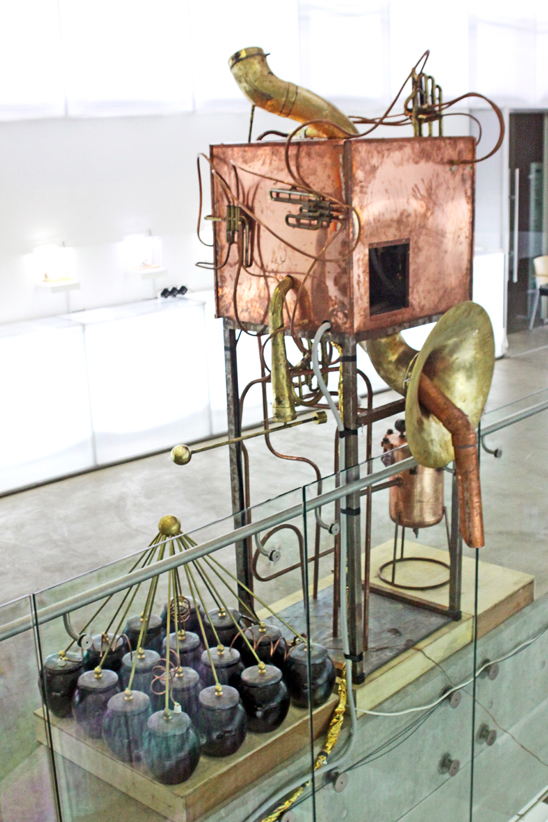
World Saving Maschine

Für fast all seine frühen Werke ist der menschliche Körper das Subjekt und die Basis für lebensgroße Holzskulpturen, die aus einem einzigen Stamm Holz gefertigt wurden. Seit der Jahrtausendwende zeichnete sich auch eine Wende in Ralf Sanders Werken ab. Er experimentierte mit verschiedenen Medien; darunter Film, Performance und Fotografie. Sander bezieht sich derzeit in seiner Arbeit auf soziale Gruppen und integriert – unter Berufung auf Joseph Beuys Begriff Soziale Plastik – ihre Teilnahme in den Arbeitsprozess (z. B. in Rolandtransfer Child’s Play Child, Lernen ist Sich Oeffnen). Im Jahr 2008 begann er den World Saving Maschine-Zyklus, ein visionäres Projekt an der Schnittstelle von Kunst und Wissenschaft. Analog zur Dekonstruktion der „großen Visionen“ (z. B. Fortschritt, Vernunft, Kunst) der Moderne setzt sich sein Werk jetzt mit den Implikationen eines relativierten Wahrheitsbegriffes auseinander.
Seine Arbeiten konzentrieren sich derzeit auf Wettermanipulation, die Umwandlung von Sonnenenergie in Eis (sowohl wörtlich als auch metaphorisch) sowie die Nutzung erneuerbarer Energien in Kunstprojekten. Ralf Sander kann als Pionier der Renewable Energy Sculpture-Bewegung bezeichnet werden. Die World Saving Machine II wandelt Kohlendioxid in Sauerstoff um. Das Projekt wurde in Zusammenarbeit mit KAIST (Korea Advanced Institute of Science and Technology) der Universität Daedeok und Seoul National University, Korea, entwickelt.
Sanders erstes, für den Außenbereich geschaffenes Werk, war das Denkmal für Martin Heinrich Klaproth, errichtet am 25. Juni 1996 auf dem Campus der Technischen Universität Berlin. Seine bekannteste Plastik ist Mirage oder Lady Bird Transformation in Pusan, Korea.
Er realisierte die Skulptur Lady Bird Transformation für das Busan Cinema Center. Das Gebäude ist von Wolf D. Prix, Coop Himmelb(l)au, als Austragungsort des Busan International Film Festival, Asiens größtes Filmfestival, konzipiert. Lady Bird Transformation verwandelt sich je nach Winkel, aus dem sie betrachtet wird, von einer schreitenden Frau in eine Möwe im Flug. Die Farbe der Skulptur ändert sich permanent durch den gewaltigen LED-Bildschirm an der Unterseite des Daches. Mit 95 Metern ist das Dach, unter dem die Lady Bird Transformation Skulptur steht, das größte, auskragende Dach der Welt und Guinness-Weltrekord.

## Arbeiten im öffentlichen Raum
- Klaproth Stele (1996) – TU Berlin
- Gruppenausstellung Geisterstadt-Geistesstatt. Konversionskunst in Wünsdorf-Waldstadt 1997[4]
- Beuys (1996) – Robert-Bosch-Stiftung, Stuttgart[5]
- St. Dominicus (1999) – St. Bonifaz, Mainz
- Cube (2001)
- Mensch ärgere Dich nicht (2003) – Lübben, Brandenburg[6]
- Childs Play (2005) – XII. Rohkunstbau Groß Leuthen[3]
- Rolandtransfer (2006) – in Brandenburger Stadtteil Hohenstücken[7] in der Nähe von Brandenburg
- World Saving Machine (seit 2008) – Crane Art Center, Philadelphia, USA, Kaist University[8]
- The Hidden Artist (2012) – Iksan, Südkorea[9]
- Korean Energy (2011) – acquired by Seoul MoA, Korea[10]
- Lady Bird Transformation (Mirage, 2012) – Busan Film Center, Südkorea[11]
- Belfast Seahorse (2013) – am Hafen von Belfast

## Auszeichnungen
- 1993 NaföG Stipendium
- 1994 DAAD-Stipendium für Studienreise nach China und Japan
- 1995 Preisträger des Bosch Förderpreises Work Art
- 1997 Panta rhei[12]
- 2002 Kunstpreis, Spektrale
- 2007 Artist in Residence Sculpture Centre Oronsko (Centrum Rzezby Oronsko), Poland[13]

Arbeiten
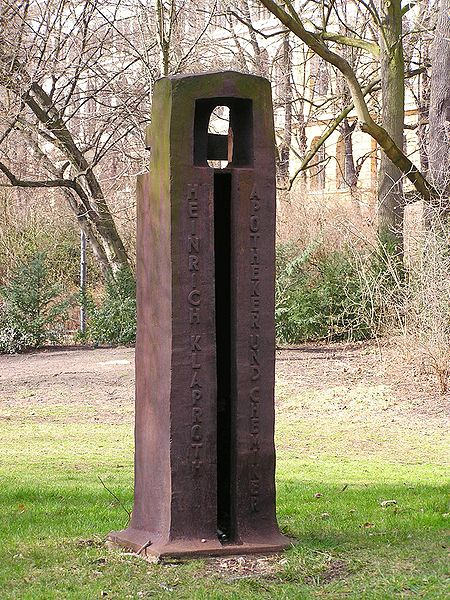
Denkmal für Martin Heinrich Klaproth
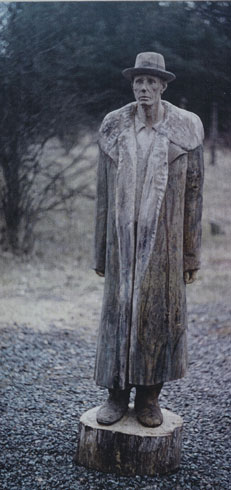
Joseph Beuys
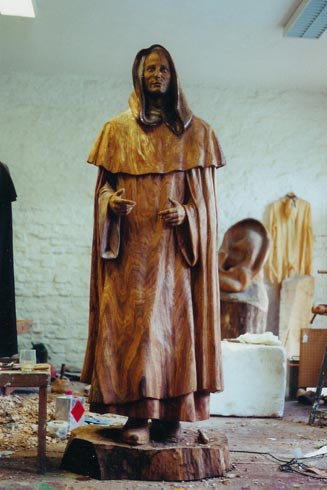
St. Dominicus
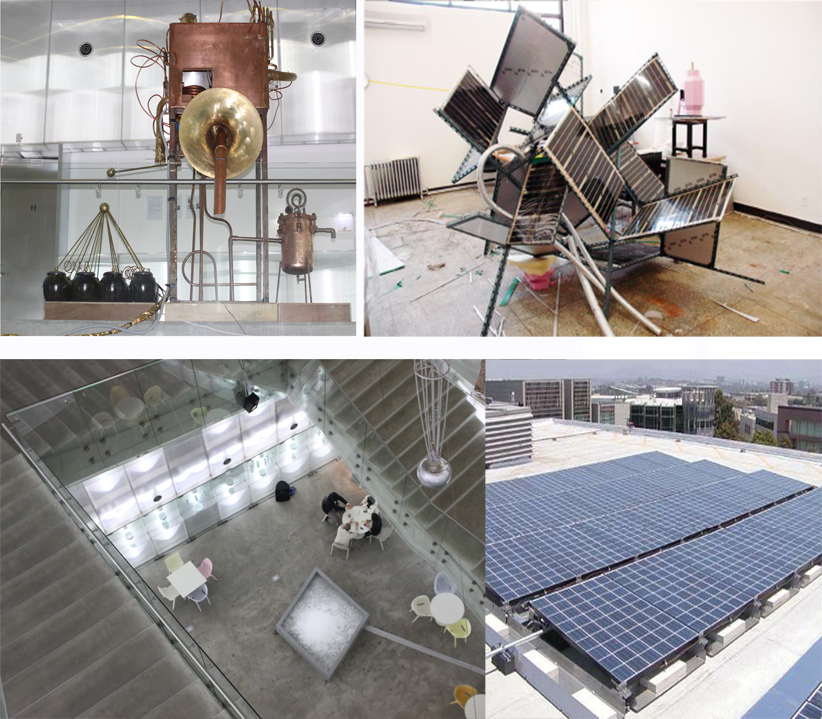
World Saving Machine III